# Erik Almlöf

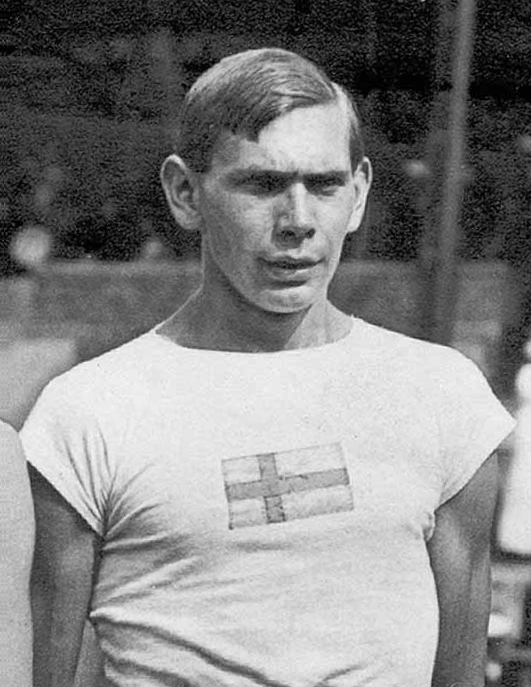
Erik Almlöf, 1912

Erik Almlöf (Erik Albin Almlöf; * 20. Dezember 1891 in Stockholm; † 18. Januar 1971 in Jenkintown, Vereinigte Staaten) war ein schwedischer Dreispringer.
Bei den Olympischen Spielen 1912 in Stockholm und 1920 in Antwerpen gewann er jeweils die Bronzemedaille mit 14,17 m bzw. 14,27 m. Seine persönliche Bestweite von 14,48 m stellte er am 13. August 1922 in Gävle auf.
1913 und 1914 wurde er schwedischer Meister, 1912 und 1922 schwedischer Vizemeister.